# Kruszyniany
Kruszyniany falu Lengyelország északkeleti részén, a Podlasiei vajdaságban, lakói iszlám vallású tatárok, akiket III. Sobieski János telepített le itt 1679-ben.
Kruszynianyhoz hasonló tatár települések találhatóak Litvániában is, többek között Keturiasdešimt Totoriųban, Nemėžisben, Raižiaiban valamint a fehéroroszországi Ivjében.
Kruszyniany legfőbb látnivalói az 1846-ban fából épült mecset és a 18. századi Mizar, azaz a muszlim temető.
A lengyelországi muszlim tatárok másik jeles faluja Bohoniki.